# Arab Idol
Arab Idol (arabisch آراب أيدول) ist eine Castingshow für den arabischen Raum und Nordafrika, ausgestrahlt von MBC 1 (Dubai) und LBCI (Libanon). Die erste Staffel wurde ab dem 9. Dezember 2011 über MBC 1 ausgestrahlt.

## Sendung
Die Sendung basiert auf der britischen Castingshow Pop Idol, erfunden von Simon Fullers 19 Entertainment und entspricht der Show Deutschland sucht den Superstar.
Arab Idol ist eine Fortsetzung der 2003 gestarteten panarabischen Castingshow SuperStar. Das Konzept wurde modernisiert weitergeführt: Zunächst werden 10 Sängerinnen und Sänger aus der gesamten arabischen Welt gecastet. Jeweils freitags finden Live-Shows statt, wo die Zuschauer per SMS für ihren Favoriten abstimmen können. Die Shows werden von Beirut aus gesendet. Derjenige Teilnehmer mit den wenigsten Stimmen wird hinausgewählt. Der Sieger der Sendung erhält einen Plattenvertrag und einen Sportwagen.

## Jury
- Ragheb Alama (1–2)
- Ahlam (1–4)
- Hassan El Shafei (1–4)
- Nancy Ajram (2–4)
- Wael Kfoury (3–4)

## Staffeln
- 1. Staffel (9. Dezember 2011–23. März 2012), Gewinnerin: Carmen Suleiman (Ägypterin)[1]
- 2. Staffel (8. März 2013–22. Juni 2013), Gewinner: Mohammed Assaf (Palästinenser)[2]
- 3. Staffel (5. September 2014–13. Dezember 2014), Gewinner: Hazem Sharif (Syrer)[3]
- 4. Staffel (4. November 2016–25. Februar 2017), Gewinner: Yacoub Shaheen (Palästinenser)[4]
- 5. Staffel (21. Oktober 2020–15. Februar 2021), Gewinner: Walid Hamdy (Ägypter)